# Sphaenorhynchus orophilus
Sphaenorhynchus orophilus là một loài ếch thuộc họ Nhái bén.
Đây là loài đặc hữu của Brasil.
Môi trường sống tự nhiên của chúng là vùng núi ẩm nhiệt đới hoặc cận nhiệt đới, vùng cây bụi ẩm khu vực nhiệt đới hoặc cận nhiệt đới, hồ nước ngọt, và đầm nước ngọt.
Chúng hiện đang bị đe dọa vì mất môi trường sống.